# Явар Вакак
Я́вар Ва́как (кеч. Yawar Waqaq, ісп. Yáhuar Huácac; д/н —бл. 1410) — 7-й Капак Інка держави Куско бл. 1380–1410 років.

## Життєпис

### Молоді роки
Походив з династії Верхнього Куско. Син Інки Роки та Мами Мікай, доньки правителя міста Вайлякана. При народженні отримав ім'я Тіто Кусівальпа. У 8 років родичі матері запросили його до м. Вайлякан, щоб засвідчити вірність державі Куско. Але відразу після прибуття до міста на процесію напали місцеві вояки. Охорона принца в цій сутичці була порубана. Після цього Тіто Кусівальпу було передано Токай Капаку, володарю аймарів (перед тим саме йому була обіцяна Мама Мікай, мати Кусівальпи). Останній мав намір вбити молодого інку, проте Кусівальпа заплакав кровавими сльозми. Токай Капаку був вражений й вирішив, що це знамення. Тому відправив Тіто у довічне заслання в гори до пастухів лам. Тут Кусівальпа провів 1 рік.
Пізніше над маленьким в'язнем зглянулася одна з молодших дружин Токай Капака. Вона сховала Кусівальпу у своєму рідному місті Анта, де правив її батько. Тут Тіто провів ще 1 рік. Про це дізнався Інка Рока, що вважав сина загиблим. Він спрямував до анта офіційне посольство з купою дорогих подарунків. Анта не прийняли дари, а замість цього попросили Капак Інку, щоб він дозволив їм стати повноправними членами його народу. В результаті анта стали першим народом, що добровільно увійшов до держави Інків.

### Правління
В результаті Тіто Кусівальпа, якого на честь цих подій стали звати Явар Вакак (Той, що плаче кров'ю). Інко Рока став залучати сина до основ управління державою, оголосивши того співволодарем. Саме Кусівальпа зміг залагодити тривалий конфлікт з Токай Капаком, оженившись з його донькою Мама Чікльо.
Після смерті батька близько 1380 року став повновладним капаком Куско, тоді йому було близько 19 років. Стосовно володарювання Явара Вакака замало відомостей. Спочатку придушив повстання у низьки провінцій. Надалі його військам довелося знову встановити владу над державами Піллауя, Чойка, Юко, Чілінкай, таокамарка, Кавіна. Проте особисто не очолював війська, діючи через своїх командувачів (майстрів зброї). Але про деталі цих походів нічого невідомо.
Переважно Явар Вакак намагався підтримувати мирні стосунки із сусідніми державами, зосередивши свою увагу на внутрішніх справах, а зовнішні питання вирішував дипломатичними засобами. На кінець правління приходиться низка війн з державами чанка, в яких внаслідок невойовничості Капака Інки, держава Куско зазнала поразки.
Він продовжив політику батька, призначивши своїм співволодарем старшого сина Паваквальпу Майту, але останній загинув внаслідок внутрішніх палацових інтриг. Після поразок від чанка авторитет Капак Інки захистався, в цей час він помер, або загинув внаслідок змови сина Віракочи Інки.